# エトヴィン・フィッシャー
エトヴィン・フィッシャー（Edwin Fischer, 1886年10月6日 - 1960年1月24日）は、スイス出身で、主にドイツで活躍した名ピアニストである。すぐれた指揮者、教育者でもあった。

## 経歴

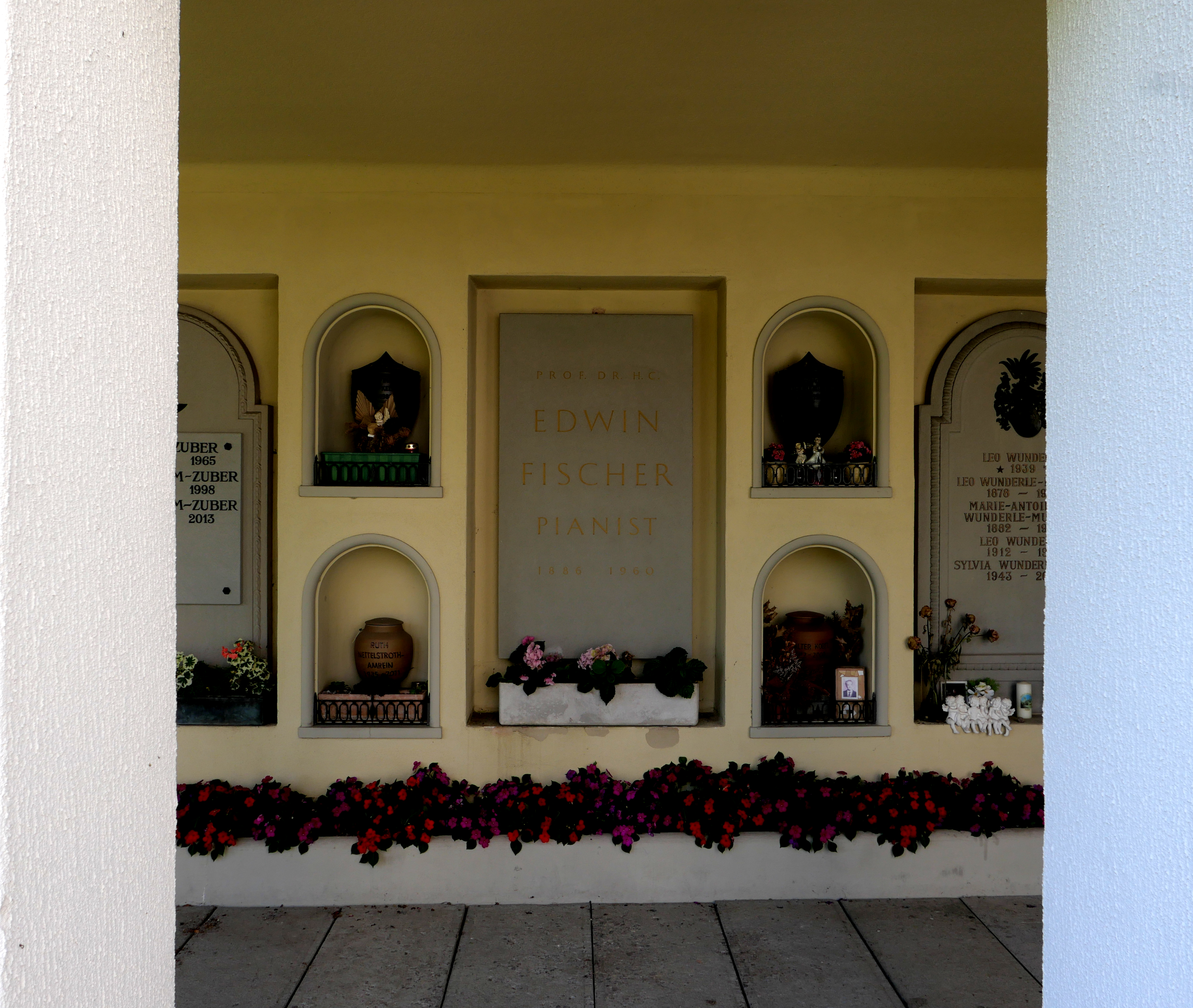
2024年の骨壷墓。

バーゼルに生まれ、同地でハンス・フーバーに師事、1904年にベルリンに移り、シュテルン音楽院でマルティン・クラウゼに学んだ。したがってクラウディオ・アラウとは同門ということになる。翌年には早くも同校の教授となり、1914年まで務めた。後にはベルリン高等音楽院の教授にも就任している。
指揮者としては、1926年からリューベックの管弦楽団、1928年からはミュンヘンのバッハ協会を指揮、さらに自ら室内管弦楽団を結成しその指導にあたり、協奏曲の演奏では独奏を兼ねながら指揮をする、いわゆる「弾き振り」と呼ばれる演奏習慣を復活させた。
フィッシャーは、オーケストラを前にしてハイドンかモーツァルトの交響曲を指揮し、協奏曲で前述の通り指揮と独奏を担当するというプログラムのコンサートをしばしば行ったが、1938年から戦後にかけてのザルツブルク音楽祭におけるウィーン・フィルハーモニー管弦楽団との共演は、音楽祭の恒例行事となった。フィッシャーは人間的にも音楽的にもウィーン・フィルのメンバーを魅了し、同オーケストラの第2ヴァイオリン首席奏者を務めたオットー・シュトラッサーは「もしかしたら、聴衆たちよりも私たちにとって、いっそう大きな歓喜であったと思われる」と述べている。
1942年には母国に帰り活動を続け、ヘルテンシュタインの自宅で73年の生涯を閉じた。彼の遺体は火葬され、ルツェルンのフリーデンタール墓地に埋葬された。

## 他の音楽家との交流
同時代の音楽家とも深い交友関係を持ち、ピアニスト仲間のアルフレッド・コルトーやヴァルター・ギーゼキングとは相互に信頼と尊敬を抱く仲だった。指揮者のヴィルヘルム・フルトヴェングラーも親友であり、共演を重ねた。ヴァイオリニストのゲオルク・クーレンカンプとチェリストのエンリコ・マイナルディとはトリオを結成、クーレンカンプ没後はヴォルフガング・シュナイダーハンが加わった。

## 教育活動
教育者としても豊かな素質・人間性を持った傑出した人物で、パウル・バドゥラ＝スコダやダニエル・バレンボイム、アルフレート・ブレンデルなど数多くの名ピアニストを育てたことでも知られている。
自分もモーツァルトの協奏曲を、ピアノを弾きながら指揮したいと語ったバレンボイムには、以下のようなアドバイスをした。

## 評価
フィッシャーは、良きヨーロッパの伝統を20世紀に伝えた存在であった。温かく、心のこもった内面的な演奏は深い音楽性を湛えていた。技巧的な問題点を指摘されることもあったが、楽曲の本質的な精神を把握することにかけては無類の存在であり、非常に高い尊敬を集めた。バッハの演奏では同時代の第一人者で、『平均律クラヴィーア曲集』の全曲録音を1933年から1936年にかけて、世界で初めて行った。その他、モーツァルト、ベートーヴェン、シューベルト、シューマン、ブラームスなどのドイツ古典音楽を得意としていた。

ダニエル・バレンボイムはフィッシャーの演奏について以下のように述べている。

## 著作（一部）
- Musikalische Betrachtungen, Im Infel, 1949
  - 『音楽を愛する友へ』 佐野利勝訳、新潮社「一時間文庫」、1955、単行改訂版1958 / 新潮文庫、1977
    - 増訂版『音楽観想』 みすず書房〈みすずライブラリー〉、1999
- Johann Sebastian Bach: Eine Studie, Stuttgart Scherz Verlag, 1950
- Ludwig van Beethovens Klaviersonaten: Ein Begleiter für Studierende und Liebhaber, 1954
  - 『ベートーヴェンのピアノソナタ』 佐野利勝・木村敏共訳、みすず書房、1958年、新版1978年